# Uitlokking (strafverminderingsgrond)
Provocatie of uitlokking is in sommige landen een grond om een misdrijf te verschonen of om strafvermindering toe te staan.

## België
Naar Belgisch strafrecht wordt bij verschonende provocatie de wettelijke strafmaat op doodslag en slagen en verwondingen verlaagd vanwege specifieke omstandigheden die de emotionele weerbaarheid van de dader hebben aangetast (namelijk zwaar geweld tegen personen of afwering van inbraak overdag). Het Strafwetboek voorziet twee gevallen waarin uitlokking een strafverminderende verschoningsgrond vormt. Het uitgelokte misdrijf blijft strafwaardig, maar krijgt een lagere maximumstraf. Die geldt enkel voor de daders en deelnemers die onder de invloed van de provocatie stonden (persoonlijk karakter).
Artikel 411 Sw. erkent dat zware gewelddaden tegen personen iemand kunnen provoceren tot opzettelijke doodslag of toebrenging van slagen en verwondingen. Het provocerende geweld moet wederrechtelijk zijn, maar niet noodzakelijk gericht tegen de pleger van het verschoonbare misdrijf. Vereist is voorts dat de uitlokking onmiddellijk is, wat inhoudt dat de verschoonbare handelingen geheel onder de invloed van de uitgelokte emoties zijn gesteld (direct causaal verband). Zelfs een moordenaar kan onder zulke invloed staan, ondanks de voorbedachtheid waarmee hij per definitie handelt. In de rechtspraak worden 'zware gewelddaden tegen personen' soms ruim opgevat: een beledigende kaakslag, een beschuldiging van incest, onophoudelijke bedreigingen, enz. Naast fysiek komt dus ook moreel geweld in aanmerking. Uitlokking door zware gewelddaden tegen personen is verwant aan andere concepten zoals onweerstaanbare dwang en wettige verdediging.
Wie overdag een inbraak in een bewoond huis met geweld afweert, wordt door art. 412 Sw. geacht geprovoceerd te zijn, behalve als hij niet kon geloven dat personen zouden worden aangerand (hetzij als directe bedoeling, hetzij in reactie op weerstand). Hier voorziet de strafwet dus een weerlegbaar vermoeden van uitlokking. Tot 1997 bestond er ook een vermoeden ten gunste van de bedrogen echtgenoot die geweld pleegde tijdens op heterdaad betrapt overspel.
De rechter die de aanwezigheid van uitlokking vaststelt, is verplicht strafvermindering toe te staan. De minimum- en maximumstraffen worden gevoelig herleid overeenkomstig artikel 414 Sw. Ten aanzien van andere misdrijven dan doodslag, slagen en verwondingen is uitlokking geen verschoningsgrond, maar kan het worden ingeroepen als verzachtende omstandigheid. In het licht van de feiten kan de rechter dan een facultatieve strafvermindering verlenen (waarbij zelfs het aanvaarden van de uitlokking nog niet noodzakelijk tot strafvermindering moet leiden).